# Varrel (Dolna Saksonia)
Varrel – miejscowość i gmina Niemczech, w kraju związkowym Dolna Saksonia, w powiecie Diepholz, wchodzi w skład gminy zbiorowej Kirchdorf.